# Ebrahim Forouzesh

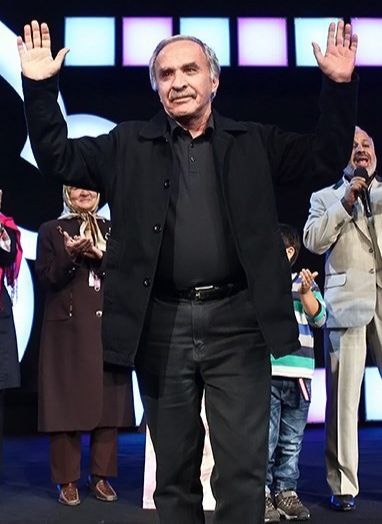
Ebrahim Forouzesh - 2013

Ebrahim Forouzesh (en persan: ابراهیم فروزش) est un réalisateur iranien né en 1939 à Téhéran.
Il travaille au Ministère de la justice puis est admis à l’Ecole des Beaux Arts et d’Art Dramatique. En 1968, il tourne son premier court métrage documentaire.
Il assume la direction du département cinéma de l’Institut pour le développement intellectuel de l’enfant et du jeune adulte (1971-1978) , où il a supervisé la production plus de 80 films, courts métrages, longs métrages et animations,. Il a collaboré avec Ali Akbar Sadeghi et Abbas Kiarostami,. Son deuxième film La Jarre (خمره) a remporté le Léopard d’or du meilleur film au Festival de Locarno
Depuis 1985, il se consacre à la mise en scène.
Le Festival International des Cinémas d'Asie de Vesoul l'a accueilli en 2001 et 2003.

## Filmographie
- 1972 : Golbaran
- 1973 : Siah Parandeh
- 1974 : Échecs (Rokh)
- 1977 : Zal et Simorgh (Zal o Simorgh)
- 1987 : La Clé (Kelid) scénario Abbas Kiarostami
- 1992 : La Jarre (Khomreh)
- 2000 : Le Petit Homme (Mard-ekoochak)
- 2001 : Les Enfants du pétrole (Bachehhā-ye naft)
- 2008 : Hamoon and Darya (Hamoon-o-Darya)
- 2008 : [Du temps pour un ami] (Zamani baraye doust dashtan)
- 2010 : First Stone [La première pierre tombale] (Sang-e aval)
- 2012 : Shir too Shir